# Qinglong Gou
Qinglong Gou (chinesisch 青龙沟 ‚Graben des azurfarbenen Drachens‘) ist eine Eisrinne im ostantarktischen Prinzessin-Elisabeth-Land. Sie liegt westlich des Presseisrückens Tongji Bingji und verläuft von Süden nach Norden bis zum Thala-Fjord an der Ingrid-Christensen-Küste.
Chinesische Wissenschaftler benannten sie 1993 im Zuge von Satellitengeodäsie- und Kartierungsarbeiten.